# Charge indirecte
On appelle charges indirectes les charges qui concernent plusieurs produits (et parfois même tous les produits) de l'entreprise et qui sont réparties (ou « imputées ») entre ces produits à l'aide de clés de répartition.
C'est une charge déterminée à la suite de calculs nécessaires (Exemple : carburant d'une machine qui fabrique deux produits différents A et B, l'analyse peut suivre une logique bien définie pour trouver facilement comment imputer le coût  du carburant à chaque produit fabriqué A ou B afin de connaitre leur cout de production, sachant que la machine consacre 20 heures dans la fabrication de A et 4 heures dans la fabrication de B dans les 24 heures du jour donc la nature de l'unité d'œuvre c'est l'heure et le nombre de l'unité de l'œuvre c'est le nombre des heures).
Ce sont par exemple :
- certains frais d'usine (bâtiment, entretien, assurances, etc.),
- les coûts des services généraux de l'entreprise (direction générale, direction de la recherche, direction commerciale, etc.),
- les campagnes publicitaires portant sur plusieurs produits de l'entreprise ou sur l'entreprise elle-même (publicité corporate).

Par contre, une charge est dite directe par rapport à un produit lorsqu’elle participe sans ambiguïté à la fabrication de ce produit.
Parmi les charges directes, on a entre autres les  matières premières et fournitures qui entrent en fabrication des produits et la main d'œuvre directe composée des frais de personnel résultant des travaux effectués sur un seul produit.
Les charges directes d'un produit sont en général assez faciles à calculer et ne donnent pas lieu à contestation. En revanche, les charges indirectes doivent être réparties à l'aide de clés de répartition qui comportent toujours une part d'arbitraire.

## Relativité de la charge indirecte
Une charge n'est pas directe ou indirecte dans l'absolue, elle est indirecte par rapport à un objet de coût.
Exemple : Le salaire d'un employé qui travaille sur plusieurs produits à la fois doit être réparti sur tous ces produits, dans ce cas, cette charge est indirecte par rapport à ces produits, mais s'il ne travaille que sur un produit particulier, dans ce cas le salaire de cet employé deviendra une charge directe.
Par ailleurs, on peut transformer une charge indirecte en charge directe si on met en place un système de mesure.
Exemple : L'électricité consommée dans une usine peut être mesurée en mettant en place des compteurs sur chaque machine ou atelier, ainsi que dans le bâtiment administratif, etc. de sorte qu'on puisse savoir la quantité d'électricité consommée par chaque structure. L'électricité consommée par la machine pour produire le produit devient une charge directe.
Il est à noter que le système de mesure lui-même peut engendrer des coûts supplémentaires, il faut donc jauger le rapport précision sur coût d'obtention de l'information.